# Tobin Heath
Tobin Powell Heath, mais conhecida como Tobin Heath (Morristown, 29 de maio de 1988), é uma futebolista norte-americana que atua como meio-campo.

## Carreira
Heath fez parte do elenco da Seleção Estadunidense de Futebol Feminino, nas Olimpíadas de 2008, 2012 e 2016. 